# Šerdeni
Šerdeni (egipčansko šrdn, šꜣrdꜣnꜣ ali šꜣrdynꜣ, ugaritsko šrdnn(m) in trtn(m), morda akadsko še–er–ta–an–nu) so bili ena od več skupin Ljudstev z morja z vzhodnega Sredozemlja, ki se pojavljajo v egipčanskih in ugaritskih zgodovinskih in ikonografskih zapisih iz 2. tisočletja pr. n. št. 
Na reliefih so prikazani kot vojaki z okroglimi ščiti in kopji, bodali ali meči, morda tipa naue II. V nekaterih primerih nosijo prsne ščite in kratka krila, njihov ključni prepoznavni znak pa je rogata čelada. Na sliki v Medinet Habuju so njihova kratka krila podobna filistejskim. Šerdenski meč se je razvil morda s povečanjem evropskih bodal. Šerdenski in filistejski najemniki so se po mnenju Roberta Drewsa s takšnimi meči lahko zoperstavili napadom bojnih voz in bili zato dragoceni zavezniki. Drewsova teorija je predmet obširnih kritik sodobnih znanstvenikov.

## Prve omembe
Za najstarejšo omembo ljudstva Srdn-w (Šerden ali Šerdana) velja domnevno akadska omemba ljudstva "še–er–ta–an–nu" v Amarnskih pismih v pismih bibloškega župana (hazannu) Rib-Hada faraonu Amenhotepu III. ali Ehnatonu v 14. stoletju pr. n. št. V pismu so opisani kot napadalci z morja in najemniki, pripravljeni služiti lokalnim delodajalcem.  Besedila ne vsebujejo nobenih dokazov o njihovih združbah niti ne razkrivajo, kakšna je bila takrat njihova vloga.
Prva zanesljiva vloga Šerdenov je v zapisih Ramzesa II. (vladal 1279-1213 pr. n. št.),  ki je v drugem letu svojega vladanja odbil njihov napad na Egipt in jih veliko ujel.  Kasneje je veliko ujetih šerdenskih vojakov vključil v svojo telesno stražo. Napis Ramzesa II. na steli iz Tanisa pravi, da so šerdenski pirati napadli Egipt in bili poraženi, govori pa tudi o stalni šerdenski grožnji egipčanski sredozemski obali:
Nepokorni Šerdeni, s katerimi se nikoli nihče ni znal boriti, so pogumno pripluli s svojimi  bojnimi ladjami z odprtega morja in nihče se jim ni mogel upreti.
Ramzesovo šerdenski telesni stražarji so bili prepoznavni po rogatih čeladah s kroglo na vrhu, okroglih ščitih in dolgih mečih. Takšni so prikazani tudi v opisih bitke pri Kadešu, v kateri so se borili proti Hetitom.
V naslednjih letih so Ljudstva z morja, med njimi tudi Šerdeni, večkrat napadla Egipt. Faraona Merneptah, sin Ramzesa II., in Ramzes III. sta jih dokončno porazila. Amenopejev onomastikon, napisan okoli leta 1100 pr. n. št., omenja prisotnost Šerdenov v Filisteji,  kamor so se kot egipčanski podložniki naselili po porazu v bitkah z Ramzezom III. in z njegovim dovoljenjem.
Italijanski orientalist Giovanni Garbini trdi, da so se naselili v severni Palestini in jih enači s svetopisemskimi izraelskimi Zebuloni. V severni Palestini je omenjena tudi vas z imenom Sared.
Arheolog Adam Zertal domneva, da se je nekaj Šerdenov naselilo v sedanjem severnem Izraelu, da je bil svetopisemski Sisera šerdenski general in da je bilo arheološko najdišče el-Ahwat  njegova prestolnica Harošet Hagojim. Njegove domneve nimajo široke podpore znanstvene skupnosti.

## Povezava z Ljudstvi z morja
Zgleda, da so bili Šerdeni ena od vidnejših skupin piratov, ki so v 13. stoletju pr. n. št. ropali po vzhodni sredozemski obali in prekinjali trgovanje po morju. Pod tem imenom so prvič omenjeni na retorični steli Ramzesa II. v Tanisu, ki v enem od odlomkov pravi: 
Kar se šerdenskega uporniškega duha tiče, s katerim se nihče ni mogel boriti, ki so prišli pogumno, ki so pripluli v vojnih ladjah z odprtega morja, tisti, ki jih nihče ni mogel zadržati; toda on [Ramzes II.] jih je oropal z zmagami njegove drzne roke in jih pregnal iz Egipta.
Ramzes II. je v bitki nekaj Šerdenov očitno ujel in jih prisilno vključil v egipčansko službo, morda kot ladjedelce ali svetovalce za pomorsko tehnologijo. Kot taki so morda sodelovali pri gradnji hibridnih egipčanskih vojnih ladij, upodobljenih na monumentalnem reliefu v Medinet Habuju, ki prikazuje pomorsko bitko med Egipčani in Ljudstvi z morja.
Michael Wood trdi, da so pohodi Ljudstev z morja veliko prispevali k propadu mikenske civilizacije. Nekaj egejskih značilnosti  je opaznih v materialni kulturi Filistejcev, enega od Ljudstev z morja, ki je na začetku železne dobe na obalni ravnini Kanaana ustanovilo nekaj pomembnih mest. Povezovanje Šerdenov s tem ozemljem temelji v celoti samo na njihovih povezavah z Ljudstvi z morja in ne na fizičnih ali pisnih dokazih. Skoraj vsi pisni viri omenjajo samo njihovo prisotnost v Egiptu, njihovega porekla pa ne.

## Izvor
Šerdeni niso omenjeni v nobeni hetitski ali grški legendi ali zapisu, kar kaže, da niso izvirali iz njihovega  vplivnega  področja. Nekateri znanstveniki vidijo etimološke povezave v podobnostih imen Šerdeni-Sardinci, Šekeleši-Sikuli  (Sicilci) in Trs-w (Tevkri ali Tjekerji)–Etruščani in menijo, da so Šerdeni izvirali iz zahodnega Sredozemlja. Drugi menijo, da za to teorijo ni nobenih trdnih arheoloških dokazov, obstoječi dokazi pa kažejo, da so se na ta ozemlja priselili po obdobju Ramzesa III. in ne pred njim.

### Vzhodna teorija
Zaključki angleške arheologinje Margaret Guido (1912–1994), da so Šerdeni, Šekeleši in Tevkri prišli z zahodnega Sredozemlja, nimajo trdnih dokazov. Guidojeva je leta 1963 trdila, sa so Šerdeni nazadnje prišli iz Jonije na zahodni anatolski obali, natančneje iz porečja Hermosa vzhodno od otoka Iosa. Trdila je tudi, da se je spomin nanje ohranil v imenih naselja Sarde in Sardske ravnine. 
Do nedavnega se je domnevalo, da so bile Sarde naseljene šele po anatolskem in egejskem srednjem veku, arheološke raziskave pa so dokazale, da so bile naseljene že v bronasti dobi in imele znatno število prebivalcev. Če je to res, so se Šerdeni pred pritiskom Hetitov v pozni bronasti dobi in lakoto, ki je v tistem času doletela Anatolijo, umaknili na egejske otoke in se zatem zaradi pomanjkanja prostora začeli vračati na celino.  Kasneje so se naselili morda tudi na Sardiniji.
Šerdene in Sardinijo povezujejo samo orožje in oklepi, podobni šerdenskim, najdeni na Sardiniji. Orožje je nekaj stoletij mlajše od Ljudstev z morja, ki so se dogajala v 13.-12. stoletja pr. n. št. Če je teorija, da so se Šerdeni preselili na Sardinijo samo po njihovem porazu z Ramzesom III. okoli 1178–1175 pr. n. št., so najdbe na Sardiniji primerki starejših tipov orožja in oklepov.
Če so se Šerdeni preselili v zahodno Sredozemlje samo v 9. stoletju pr. n. št., morda istočasno s prvimi Etruščani ali celo Feničani, bi to rešilo problem najdb njihovega orožja na Sardiniji, ne bi pa dalo odgovora na vprašanje, kje so bili od obdobje Ljudstev z morja do njihovega pojava na Sardiniji.

### Zahodna teorija
Teorijo, da so se ljudstva z vzhodnega Sredozemlja v pozni bronasti dobi selila na Sardinijo, odločno zavračata italijanska arheologa Massimo Pallottino in Giovanni Ugas. Slednji enači Šerdene z domorodno nuraško civilizacijo. Ugas je izkopaval naključno odkriti hipogej Sant'Iroxi, v katerem je odkril več mečev in bodal iz arzenovega brona, datiranih v leto 1600 pr. n. št. Odkritje kaže, da so nuraška plemena uporabljala tovrstno orožje že od sredine 2. tisočletja pr. n. št. Odkril je tudi več nuraških  bronastih kipcev vojakov z rogatimi čeladami in okroglimi ščiti  iz obdobja okoli 1200 pr. n. št. Podoben meč  je upodobljen na menhirju v Filitosi na južni Korziki.  Giovanni Lilliu opozarja, da obdobje, v katerem Šerdene omenjajo egipčanski viri, sovpada z viškom nuraške civilizacije. Sardinci iz Zaliva Cagliari in njegove okolice so po mnenju Roberta Drewsa postali vojaki in zapustili otok, da bi v kraljestvih vzhodnega Sredozemlja izboljšali svoje življenjske pogoje.
Leta 2010 so nuraško lončenino odkrili v Kokinokremosu na Cipru. Najdišče se pripisuje Ljudstvom z morja.  Na Korziki in Sardiniji potekajo v okviru "Projekta Šardani" od leta 2008  arheološke raziskave pod vodstvom Središča za študije egipčanske in koptske civilizacije s sedežem v Genovi in v sodelovanju z univerzama v Genovi in Tarantu. Cilj projekta je zbrati čim več podatkov o šardanski kulturi v faraonskem Egiptu in izven njega. Vodja projekta je egiptolog Giacomo Cavillier, ki želi preveriti vse mogoče vzajemne povezave med Šerdeni in  lokalnimi kulturami na Sardiniji in Korziki in drugod na Sredozemlju.